# Madagascar: Escape 2 Africa (jogo eletrônico)
Madagascar: Escape 2 Africa é um jogo de plataforma baseado no filme de mesmo nome. Foi lançado no Microsoft Windows, Xbox 360, Nintendo DS, PlayStation 2, PlayStation 3 e Wii. A jogabilidade do videogame é semelhante às primeiras cenas do filme com os mesmos personagens e movimentos, embora o ambiente seja na África.  O Nintendo Channel lançou uma demo jogável deste jogo na semana de 7 de novembro, que mostra um dos níveis de rolagem lateral, lemingues em que os pinguins da série são os personagens principais.

## Jogabilidade
A jogabilidade do jogo é semelhante ao primeiro jogo com os mesmos personagens e movimentos, embora o ambiente seja a Savana Africana.

### Prós
- As atividades são variadas e divertidas
- Controles bons

### Contras
- Muito simples para jogadores experientes
- Ha poucas fases

## Enredo
8 anos após os eventos do primeiro jogo, Alex, Marty, Melman e Gloria (ao lado dos Pinguins, Rei Julien, Maurice e os Chimpanzés, Mason e Phil) decidem retornar ao zoológico de Nova York, e viajar para lá usando um avião abandonado que foi consertado pelos pinguins.  Mort foge e acaba fazendo o avião cair antes que ele chegue.  Eles percebem que estão na África, seu antigo lar.  Alex se reúne com seu pai Zuba, o macho alfa de seu orgulho, mas o amigo malvado de Zuba, Makunga, o lembra que todo novo leão deve passar por um rito de passagem antes de ser aceito no orgulho.  Alex quase consegue, mas falha na última tarefa (gritando seu bordão) e não é permitido entrar no orgulho.  Marty se junta a um rebanho de zebras idênticas a ele, enquanto Melman e o rei Julien se tornam os médicos das girafas, e Gloria e Maurice chutam um grupo de crocodilos malvados para fora do bebedouro.  Gloria então começa a sair com um hipopótamo macho chamado Moto-Moto.
Enquanto isso, os Penguins obtêm equipamentos para consertar o avião, roubando-o de um acampamento de safári humano próximo.  Mort finalmente consegue chegar ao bebedouro e alcançar os Zoosters depois de passar por um pântano perigoso.
Melman logo fica com ciúmes de Moto-Moto, admitindo que tem sentimentos por Gloria para Julien, que o ajuda a tirar fotos de Moto-Moto saindo com outros hipopótamos, mas Gloria rejeita Melman, que decide pular em um vulcão, mas é parado por Gloria.  Melman então vence um concurso de dança contra Moto-Moto, após o qual ele e Gloria confessam seu amor.  Os dois alcançam Alex e Marty, e os quatro são informados pelo rei Julien e Maurice que o bebedouro está seco e que não há mais água potável.  Os animais investigam e percebem que um bando de nova-iorquinos construiu uma represa para bloquear o bebedouro.
Os Pinguins e os Chimpanzés, que terminaram de consertar o avião, levam os animais para o acampamento dos humanos, onde destroem a represa e o acampamento.  Eles decidem ficar na África por um tempo.

## Recepção
Madagascar: Escape 2 Africa recebeu críticas "mistas ou médias", de acordo com o review aggregator Metacritic.

## Elenco
Crispin Freeman - Alex
Phil LaMarr - Marty
Bettina Bush - Glória
Stephen Stanton - Melman
Marion Ross - Nana
Danny Jacobs - Julien
Fred Tatasciore - Maurice, Rico
Chris Miller - Kowalski, Clem
Matt Nolan - Mort
Tom McGrath - Capitão
Christopher Knights - Recruta
Conrad Vernon - Mason
John Cygan - Makunga
Dan White - Zuba
Greg Eagles - Moto Moto